# Obniżenie nadbałtyckie
Obniżenie nadbałtyckie, synekliza perybałtycka (nadbałtycka) – depresja powierzchni cokołu krystalicznego platformy wschodnioeuropejskiej.
Rozciąga się na terenach Litwy, Łotwy i Estonii,  obejmując niemal całe wybrzeże Bałtyku – po wyspy Olandię i Gotlandię oraz rejony petersburski i królewiecki w Rosji. Część południowa, na terenie Polski, jest ukryta pod pokrywą młodszych skał osadowych i znana wyłącznie z wierceń. Na północ od obniżenia jest położona tarcza bałtycka, na wschód siodłowina łotewska; od południa ogranicza je wyniesienie mazurskie. Na południowym zachodzie obniżenie sięga do uskoków strefy T–T, ciągnących się od Skanii w południowej Szwecji przez Koszalin, Chojnice, Tucholę i Grudziądz do Torunia. 
Pokrywę osadową, wypełniającą obniżenie podłoża, tworzą osady starszego paleozoiku, permu, triasu, jury, kredy oraz trzeciorzędu i czwartorzędu; grubość pokrywy dochodzi do 6000 m (w części zachodniej).
Jego oś biegnie od jeziora Ładoga przez Rygę, Królewiec w kierunku Łeby. Na wschodzie obniżenie jest dość płytkie i szerokie, w południowo-zachodniej części ulega pogłębieniu i zwężeniu. Tutaj też, w przekroju prostopadłym do osi, obniżenie jest asymetryczne – skrzydło północne jest bardziej połogie niż skrzydło południowe. Północne obszary obniżenia – wskutek wznoszenia się tarczy bałtyckiej po ustąpieniu lądolodu – są dziś wyżej podniesione. Skały starszego paleozoiku odsłaniają się na Olandii i Gotlandii oraz wzdłuż wybrzeży Zatoki Fińskiej.